# Vailats
Vailats (en francès Vaylats) és un municipi francès situat al departament de l'Òlt i a la regió d'Occitània.

## Demografia
| 1962                                       | 1968 | 1975 | 1982 | 1990 | 1999 | 2006 |
| ------------------------------------------ | ---- | ---- | ---- | ---- | ---- | ---- |
| 236                                        | 267  | 213  | 226  | 196  | 251  | 249  |
| Des de 1962: població sense dobles comptes |      |      |      |      |      |      |

## Administració
| Període   | Identitat        | Partit |
| --------- | ---------------- | ------ |
| 1977-2008 | Maurice Bru      |        |
| 2008-     | Brigitte Rouelle |        |